# Šime Fantela
Šime Fantela (ur. 19 stycznia 1986 w Zadarze) – chorwacki żeglarz sportowy, złoty medalista olimpijski z Rio de Janeiro.
Zawody w 2016 były jego trzecimi igrzyskami olimpijskimi, debiutował w 2008, brał udział w igrzyskach w 2012. W Brazylii zwyciężył w klasie 470, załogę jachtu tworzył również Igor Marenić. Wspólnie byli mistrzami świata w 2009 i 2016, srebrnymi medalistami tej imprezy w 2014 i 2015 oraz brązowymi w 2010, 2011 i 2012. W dorobku medalowym mają też złoto (2009, 2011 i 2012) i brąz (2013, 2014) mistrzostw Europy oraz złoto (2013) i srebro (2009) igrzysk śródziemnomorskich.
Samodzielnie zdobył też brązowy medal mistrzostw świata klasy Optimist w 1998.